# العمل (لبنان)
العمل هي جريدة يومية لبنانية يومية مكتوبة بالعربية وتتبع حزب الكتائب اللبنانية. يتم نشرها حاليًا باللغة العربية والفرنسية على أساس أسبوعي ببيروت في لبنان.

## التاريخ والملف الشخصي
تأسست العمل في عام 1939. نُشرت الصحيفة، التي يقع مقرها الرئيسي في بيروت، باللغتين العربية والفرنسية. إنها لسان حال حزب الكتائب وكانت لها مقاربة يمينية. كانت وظيفتها الرئيسية هي نقل وجهات نظر الحزب وأفكاره. أصبح الاشتراك في الصحيفة إلزاميًا لجميع أعضاء الكتائب في عام 1966. وبعد سيطرة القوات اللبنانية على الحزب، وتحديدًا إيلي حبيقة وسمير جعجع، كانت الصحيفة تسيطر عليها لفترة مؤقتة القوات اللبنانية في عام 1986، لكنها الآن تعكس فقط وجهات نظر الكتائب.
كان تداول الصحيفة هو 35,000 نسخة في بداية الألفية الثالثة. كان أطول رؤساء تحريرها كا من: إلياس ربابي وجوزيف أبو خليل. من أبرز صحفييها جوزف هاشم الهاشم الذي كتب فيها في زاوية «على سن الرمح» و«نقطة حبر». ومن الذين ساهموا فيها أيضًا رسام الكاريكاتير اللبناني بيير صادق في الصحيفة.